# 28 tháng 5
Ngày 28 tháng 5 là ngày thứ 148 (149 trong năm nhuận) trong lịch Gregory. Còn 217 ngày trong năm.

## Sự kiện
- 585 TCN – Hiện tượng nhật thực xảy ra như dự đoán của nhà triết học và khoa học Hy Lạp Thales.
- 1351 – Lưu Phúc Thông phát động khởi nghĩa, đánh chiếm Dĩnh châu, khởi đầu khởi nghĩa Khăn Đỏ chống triều Nguyên.
- 1858 – Đế quốc Nga và triều Thanh ký kết điều ước Ái Hồn, theo đó vùng đất phía bắc sông Amur trở thành lãnh thổ của Nga.
- 1871 – Công xã Paris hoàn toàn thất thủ trước quân Versailles.
- 1905 – Chiến tranh Nga-Nhật: Hạm đội của Nga thất bại nặng nề trước Hạm đội của Nhật Bản trong Hải chiến Tsushima, hải chiến mang tính hủy diệt duy nhất trong Lịch sử được tiến hành bằng hạm đội thiết giáp hạm hiện đại.
- 1937 – Hãng sản xuất ô tô Volkswagen (VW) của Đức được thành lập.
- 1964 – Liên đoàn Ả Rập thành lập Tổ chức Giải phóng Palestine với mục tiêu tiêu diệt Nhà nước Israel thông qua đấu tranh.
- 1987 – Phi công nghiệp dư người Đức Mathias Rust lái chiếc máy bay Cessna 172 P xâm nhập không phận Liên Xô cũ, vượt qua hơn ngàn km không bị ngăn chặn, hạ cánh ở cạnh Quảng trường Đỏ Moskva là vùng cấm bay và là biểu tượng của Liên Xô.
- 1989 – AIDC F-CK-1 Ching-kuo, loại máy bay tiêm kích do Trung Hoa Dân Quốc thiết kế và phát triển với trợ giúp từ Hoa Kỳ, có chuyến bay thử nghiệm thành công đầu tiên.
- 1999 – Sau 21 năm phục chế, bức hoạ kiệt tác Bữa ăn tối cuối cùng của Leonardo da Vinci tiếp tục được đưa ra trưng bày tại Milano, Ý.

## Sinh
- 1441 – Lê Nhân Tông, Hoàng đế Hậu Lê, Việt Nam.
- 1827 – Nguyễn Thông, danh sĩ, đại thần Việt Nam (m. 1884).
- 1900 – Cao Xuân Huy, giáo sư chuyên về Lịch sử tư tưởng Triết học phương Đông người Việt Nam.
- 1905 – Hoàng Quốc Việt, chính khách (m. 1992).
- 1944 – Sondra Locke, nữ Diễn viên Mỹ (m. 2018).
- 1945 – John Fogerty, nữ ca sĩ nhạc rock người Mỹ (Creedence Clearwater Revival).
- 1968 – Kylie Minogue, nữ ca sĩ nhạc pop người Úc.
- 1975 – Xa Thi Mạn, Diễn viên, người dẫn chương trình, ca sĩ người Hồng Kông
- 1994 – John Stones, cầu thủ bóng đá người Anh.
- 1998 – Kim Da-hyun Thành viên nhóm nhạc Twice (nhóm nhạc) người Hàn Quốc.
- 1999 – Cameron Boyce, Diễn viên, ca sĩ người Mỹ (m. 2019).

## Mất
- 1840 – Phan Huy Chú, quan triều nhà Nguyễn và là nhà thơ, nhà thư tịch lớn, nhà bác học Việt Nam. (s. 1782)
- 1849 – Nữ tiểu thuyết gia người Anh Anne Brontë (s. 1820)
- 2007 – Mai Chí Thọ, Đại tướng đầu tiên của Công an Nhân dân Việt Nam (m. 1922)
- 2009 – Trần Văn Minh, cựu Trung tướng Quân lực Việt Nam Cộng hòa (s. 1923)

## Những ngày lễ và kỷ niệm
- Ngày quốc tế thủ dâm